# Sergei Korsakov
Sergei Sergeevich Korsakov (em russo:Сергей Сергеевич Корсаков) (3 de fevereiro de 1854, Gus-Khrustalny, Oblast de Vladimir – 14 de maio de 1900, Moscou) foi um neuropsiquiatra russo e um dos mais importantes pesquisadores na área da psiquiatria. Korsakov foi responsável pela descoberta da denominada Síndrome Korsakoff.
Sergei foi o fundador da Escola de Psiquiatra de Moscou, além de ser o primeiro professor de psiquiatria da Rússia. Seu pioneirismo influênciou a direção em que as pesquisas científicas russas na área tomaram e divulgaram o trabalho realizado no país para o resto do mundo.

## Biografia
Sergei Korsakov nasceu em 3 de fevereiro de 1854 (22 de janeiro, no calendário russo) na cidade de Gus-Khrustalny, ao sul de Moscou. Aos 16 anos, entrou na Faculdade de Medicina da Universidade de Moscou. Em 1875, passou a atuar como médico em uma clínica psiquiátrica denominada Preobrazhenskii. Entre 1876 e 1879, trabalhou na clínica de neurociência de Alexei Yakovlevich Kozhevnikov, pesquisador que adotou Korsakov como discípulo.
Em 1887, produziu uma tese sobre a paralisia alcoólica, que rendeu-lhe o título de doutor e que daria, mais tarde, na sua principal descoberta, a Síndrome de Korsakoff. Da data desta publicação até 1891, Korsakov continuou publicando diversos artigos sobre o escopo da sua pesquisa, mas aprofundando em determinados temas, como a paralisia alcoólica e a sua relação com a perda de memória, a amnésia ou a desorientação.
Já em 1892, chegou a exercer o cargo de superintendente da clínica psiquiátrica da Universidade de Moscou, então recentemente criada. Nesta instituição, estabeleceu a direção de pesquisas no estudo das psicoses: a abordagem nosológica. Durante este período, também viajou a trabalho por vários países da Europa, inclusive Viena, onde foi aluno de Theodor Meynert.
Em 1900, na cidade de Moscou, Korsakov faleceu de insuficiência cardíaca aos 46 anos.

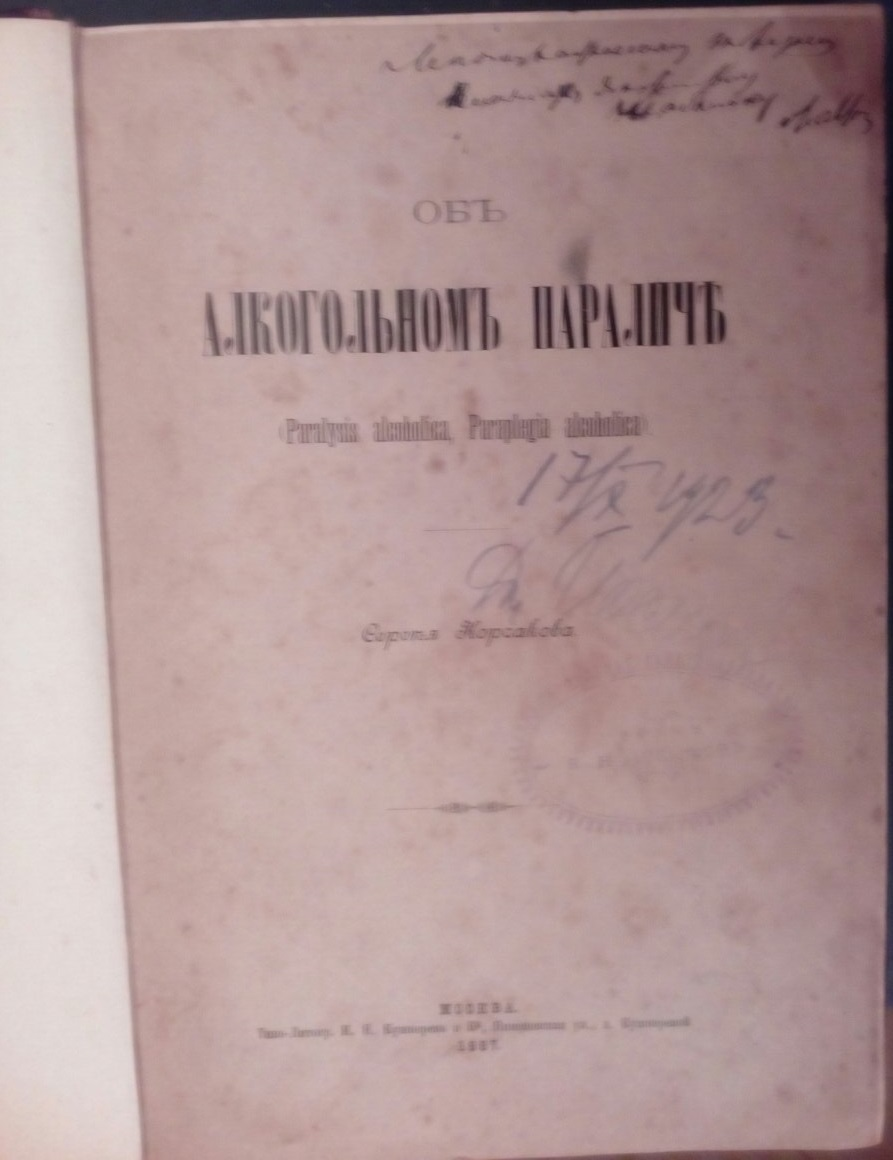
Edição de "Paralisia alcoólica", de 1887, com dedicatória do autor